# العلاقات السودانية المغربية
العلاقات السودانية المغربية، تشير إلى العلاقات الثنائية  بين المغرب والسودان.